# Viridrillia
Viridrillia is een geslacht van weekdieren uit de klasse van de Gastropoda (slakken).

## Soorten
- Viridrillia aureofasciata García, 2008
- Viridrillia cervina Bartsch, 1943
- Viridrillia hendersoni Bartsch, 1943
- Viridrillia williami Bartsch, 1943